# 川崎市役所
川崎市役所（かわさきしやくしょ）は、地方公共団体である川崎市の執行機関またはそれが入居する施設である。

## 庁舎
「川崎市本庁舎等建替基本計画」に基づき本庁舎が建て替えられ、2023年（令和5年）6月に竣工し、同年10月10日から順次業務を開始することになった。本庁舎の移転完了は2024年（令和6年）2月の予定である。
移転前まで市役所機能は旧・本庁舎（本館・東館・北館）、第2庁舎、第3庁舎、第4庁舎（旧：いさご会館）のほか、部局によっては、同じJR川崎駅・京急川崎駅東側にある民間のビルに分散して配置されてきた（川崎御幸ビル、明治安田生命川崎ビル、砂子平沼ビル、パレール三井ビル=退去、川崎駅前タワー・リバーク、川崎フロンティアビル、ソリッドスクエア）。このうち旧・本庁舎は耐震上の理由で2016年（平成28年）2月5日をもって閉鎖済みである。
2023年（令和5年）10月から2024年（令和6年）7月にかけて本庁舎、第3庁舎、川崎御幸ビルの3つのビルに集約され、2024年7月29日に川崎市教育委員会が第3庁舎に移転したことで第3庁舎を含む全ての移転が完了した。
このほか政令指定都市である川崎市には行政区が7つあり、区役所やその出先が市内各所にある。

### 現庁舎

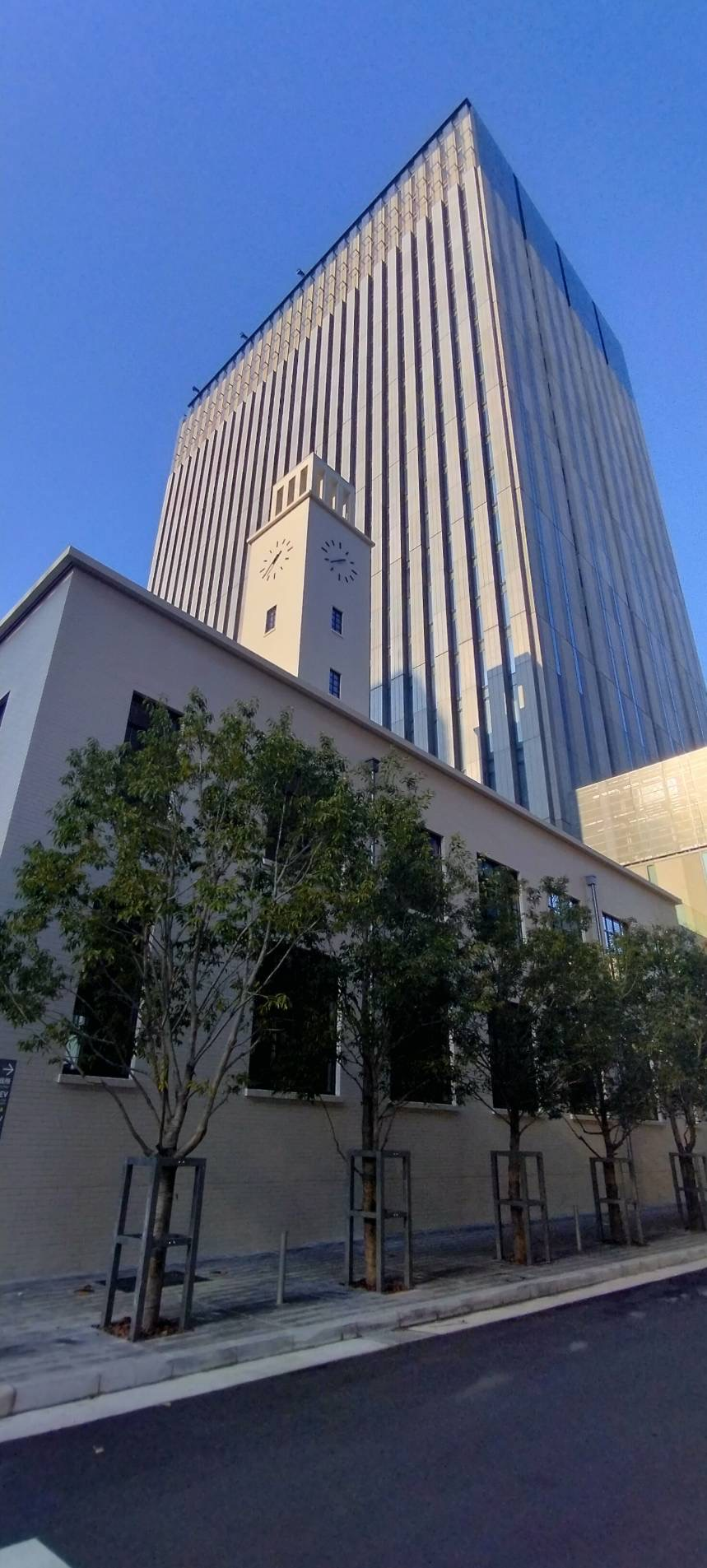
川崎市新本庁舎 復元棟（低層棟）

行政機能などが入る高層棟と、1938年（昭和13年）2月に竣工した旧本庁舎を一部復元した復元棟からなる。新庁舎（高層棟及び復元棟（低層棟））は2019年（平成31年）に着工。2023年（令和5年）10月10日から供用を開始。
- 階数 - 地下2階、地上25階及び免震層[8]
- 構造 - 鉄骨造、鉄骨鉄筋コンクリート造、鉄筋コンクリート造（中間階免震構造）[8]

移転は順次行われ、本庁舎では2024年（令和6年）2月に移転を完了する予定である。
川崎市の人口は札幌市・福岡市に次いで六大都市の神戸市と京都市を上回り、全国7位となっているが、人口上位9都市のうち川崎市のみ全日本タワー協議会に加盟しているタワーがない。しかし、川崎市本庁舎高層棟25階が市内や東京・横浜方面を一望できる展望ロビー、スカイデッキとして一般開放されている。
| 階   |                                            |
| ---- | ------------------------------------------ |
| 25階 | 展望ロビー、スカイデッキ                   |
| 24階 | 市議会傍聴席、傍聴ロビー                   |
| 23階 | 市議会議場                                 |
| 22階 | 議会局                                     |
| 21階 | 環境局、市民文化局                         |
| 20階 | 環境局                                     |
| 19階 | まちづくり局                               |
| 18階 | まちづくり局                               |
| 17階 | 建設緑政局                                 |
| 16階 | 建設緑政局、港湾局、財政局                 |
| 15階 | こども未来局                               |
| 14階 | 健康福祉局、臨海部国際戦略本部、健康福祉局 |
| 13階 | 健康福祉局                                 |
| 12階 | 健康福祉局                                 |
| 11階 | 総務企画局、財政局                         |
| 10階 | 総務企画局                                 |
| 9階  | 健康福祉局、こども未来局、経済労働局       |
| 8階  | 総務企画局                                 |
| 7階  | 総務企画局                                 |
| 6階  | 危機管理本部                               |
| 3階  | 総務企画局、会計室                         |
| 2階  | エントランスホール、総務企画局             |
| 1階  | エントランスホール                         |

| 階   |                                              |
| ---- | -------------------------------------------- |
| 17階 | 市民オンブズマン事務局、選挙管理委員会事務局 |
| 16階 | 総務企画局、監査事務局                       |
| 15階 | 総務企画局                                   |
| 14階 | 上下水道局                                   |
| 13階 | 上下水道局                                   |
| 12階 | 上下水道局                                   |
| 11階 | 上下水道局                                   |
| 10階 | 上下水道局                                   |
| 9階  | 総務企画局、上下水道局                       |
| 7階  | 教育委員会事務局                             |
| 6階  | 教育委員会事務局                             |
| 5階  | 教育委員会事務局                             |
| 4階  | 教育委員会事務局                             |
| 3階  | 総務企画局                                   |

| 階  |                  |
| --- | ---------------- |
| 8階 | 人事委員会事務局 |
| 6階 | 教育委員会事務局 |
| 5階 | 経済労働局       |

### 旧庁舎

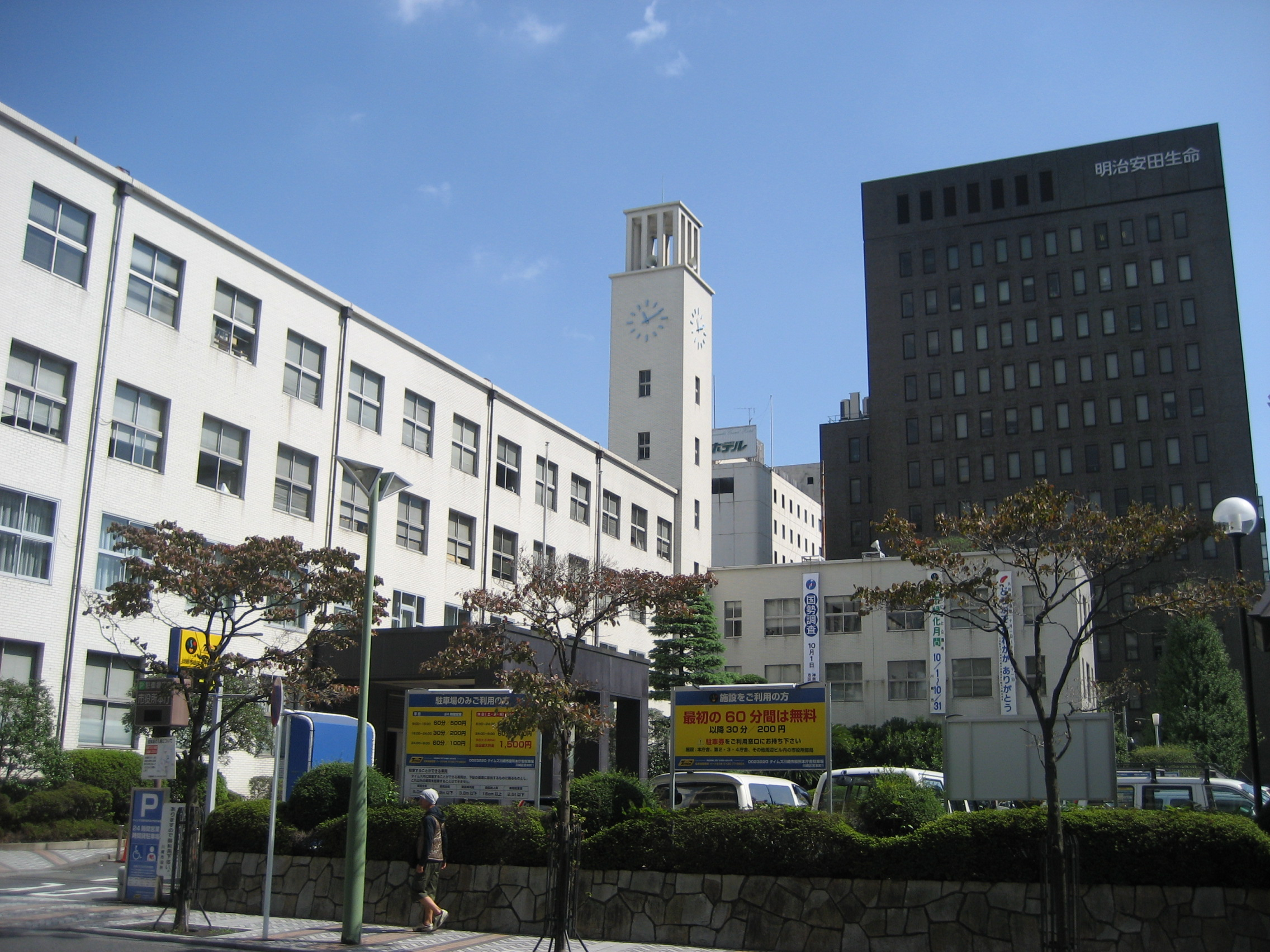
川崎市役所 旧本庁舎

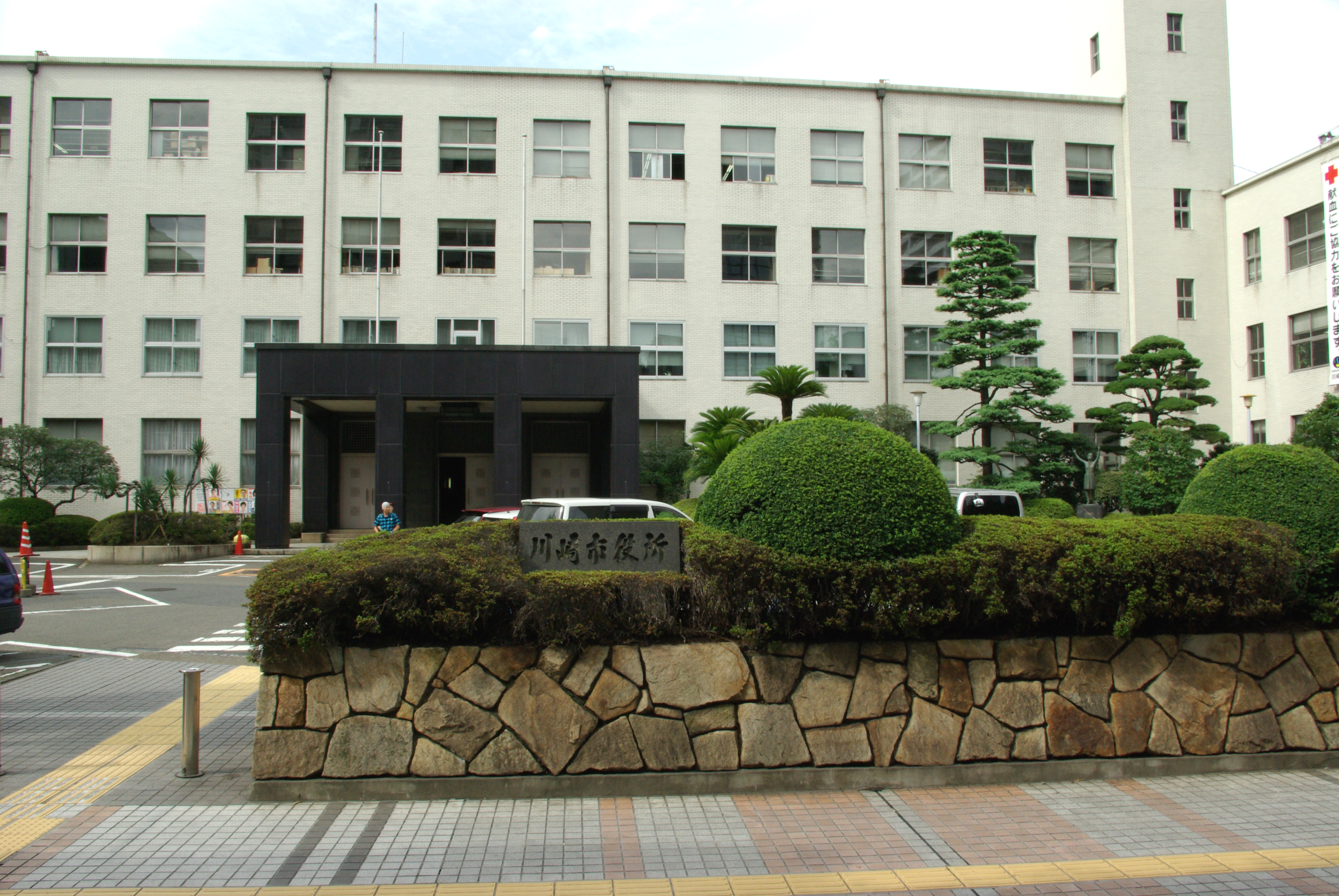
川崎市役所 旧本庁舎 正面(標石)

1938年（昭和13年）、本館3階建て・東館2階建ての市役所本庁舎が竣工した（設計者は元田稔）。鉄筋コンクリート造（一部は鉄骨鉄筋コンクリート造）で、窓には重厚なスチールサッシを使用。時計塔があり、高さは地上約36 mだった。この時計塔は、2023年に完成した新庁舎でも復元された。
太平洋戦争中は迷彩色を施し、空襲監視塔としても利用された。1945年（昭和20年）4月15日夜から翌日未明にかけての川崎大空襲で当時の川崎市街は焼け野原になったが、庁舎は焼失を免れた。
1950年（昭和25年）、東館を3階建てに増築。
1959年（昭和34年）、北館を増築し、本館を4階建てに増築した。窓は1966年（昭和41年）頃にアルミサッシに取り替えられた。
2016年10月に川崎市役所本庁舎さよならイベントを開催。2016年度から本庁舎地上部の解体工事が始まった。

## 所在地・アクセス
本庁舎の住所は神奈川県川崎市川崎区宮本町1番地。JR川崎駅より徒歩7分、京急川崎駅より徒歩5分。

## 業務時間
月曜日から金曜日の8時30分から17時（土曜日・日曜日・祝日・年末年始を除く）
スカイデッキ、旧市長室は9時から21時（年末年始を除く）